# Gonzales (Louisiana)
Gonzales és una població dels Estats Units a l'estat de Louisiana. Segons el cens del 2000 tenia 8.156 habitants.

## Demografia
Segons el cens del 2000, Gonzales tenia 8.156 habitants, 2.966 habitatges, i 2.156 famílies. La densitat de població era de 376,2 habitants/km².
Dels 2.966 habitatges en un 36,3% hi vivien nens de menys de 18 anys, en un 51,6% hi vivien parelles casades, en un 17% dones solteres, i en un 27,3% no eren unitats familiars. En el 23% dels habitatges hi vivien persones soles el 6,9% de les quals corresponia a persones de 65 anys o més que vivien soles. El nombre mitjà de persones vivint en cada habitatge era de 2,68 i el nombre mitjà de persones que vivien en cada família era de 3,18.
Per edats la població es repartia de la següent manera: un 27,4% tenia menys de 18 anys, un 10,1% entre 18 i 24, un 30% entre 25 i 44, un 22,3% de 45 a 60 i un 10,2% 65 anys o més.
L'edat mediana era de 34 anys. Per cada 100 dones de 18 o més anys hi havia 89,3 homes.
La renda mediana per habitatge era de 38.173 $ i la renda mediana per família de 43.117 $. Els homes tenien una renda mediana de 38.731 $ mentre que les dones 22.168 $. La renda per capita de la població era de 17.690 $. Entorn del 14,9% de les famílies i el 16,6% de la població estaven per davall del llindar de pobresa.

## Poblacions més properes
El següent diagrama mostra les poblacions més properes.